# Col du Lys
Le col du Lys (en allemand et en greschòneytitsch : Lysjoch ou Lisjoch) est un col des Alpes pennines à 4 152 ou 4 153 mètres d'altitude entre la vallée du Lys (Vallée d'Aoste) et la vallée de Zermatt (Valais).

## Géographie
Il se trouve dans le massif du mont Rose, entouré de sommets tels que le Ludwigshöhe, la Tête noire, le Balmenhorn et le Liskamm oriental.
Il se situe à la tête de la vallée du Lys (versant italien), avec le glacier du même nom, et de la vallée de Zermatt (versant suisse), avec le glacier du Grenz.
Il constitue un passage obligé pour l'ascension à la cabane Reine Marguerite, à partir de la cabane Giovanni Gnifetti.

## Histoire
Les experts ne sont toujours pas parvenus à une conclusion concernant le déplacement des gens walsers au XIIIe siècle du Valais vers la haute vallée du Lys, puisque la voie de ce col est plus difficile mais plus courte, tandis que celle qui se développe par les cols du Théodule, du Bätt et des Cimes blanches, est plus longue mais plus facile.